# 小行星7237
小行星7237（7237 Vickyhamilton）是一颗围绕太阳公转的小行星。1988年11月3日，鈴木憲藏、古田俊正在丰田市发现了此天体。
这颗小行星的绝对星等为100.22368等。